# Ander Mirambell
Ander Mirambell Viñas (ur. 17 lutego 1983 w Barcelonie) – hiszpański skeletonista, uczestnik Zimowych Igrzysk Olimpijskich 2010 w Vancouver, pierwszy w historii olimpijczyk z Hiszpanii, który wziął udział w rywalizacji o medale w skeletonie.
W lutym 2010 roku w ślizgu mężczyzn na igrzyskach w Vancouver zajął 24. miejsce. Cztery lata później na Igrzyskach w Pjongczangu ukończył zawody na 23. pozycji.